# Матюшевский, Константин Викентьевич
Константин Викентьевич Матюшевский (бел. Канстанцін Вікенцьевіч Мацюшэўскі; 22 августа 1917, д. Полюдово, Витебская губерния, Российская республика — 17 октября 1999) — советский белорусский партийный и государственный деятель, председатель Брестского облисполкома (1964—1983), первый секретарь Могилёвского обкома Компартии Беларуси (1958—1964).

## Биография
В 1938 году окончил Оршанское педагогическое училище. Работал преподавателем в средней школе, директором детского дома в Могилёвской области.
В 1939—1946 годах служил в РККА.
В 1948—1958 годах — второй, затем первый секретарь Давид-Городокского районного комитета КП(б) — КП Беларуси.
- 1958—1963 годы — первый секретарь Могилёвского обкома Компартии Беларуси,
- 1963—1964 годы — первый секретарь Могилёвского сельского обкома Компартии Беларуси,
- 1964—1983 годы — председатель Брестского облисполкома.

Заочно окончил Высшую партийную школу при ЦК КПСС.
Депутат Верховного Совета СССР 4-го созыва.